# 馬友旅遊部
《馬友旅遊部》（英語：Horsemate Travel Club）是香港MakerVille製作的真人騷旅遊節目，由岑珈其、歐鎮灝、葉振弘、許寶恆、楊安妮及何洛瑤主持。於2023年11月20日至12月8日，逢星期一至五23:00－23:30在ViuTV播出。這是六名主持（「馬友會」）在《MM730－男女自然觀察學會》後再度合作。節目主持會在日本旅遊及見證他們長時間工作及相處後的關係變化。

## 每集一覽
| 集數   | 播映日期 | 主題                     | 內容 |
| 2023年 |          |                          | |
| 1      | 11月20日 | 「5+1」－序              | 節目吉祥物「馬神」將6名主持分為兩組，其中5人根據「馬神發辦」遊歷靜岡縣伊豆半島精選景點，另外1人須踏上隨機的「不可控之旅」。經抽籤，Sica成為「不可控之旅」的參與者，獨自前往群馬縣高崎市、青森縣驫木站、靜岡縣熱海市，然後在伊豆動物王國與馬友會合。雖然Sica再度抽籤被選中「不可控之旅」，但Alice自願代替Sica，獨自前往京都府京都市，最終與馬友會合。 另一邊箱，「馬神發辦」為5人選定的景點包括伊豆七不思議（獨鈷之湯、大瀨明神之神池、堂島之動搖橋、手石的佛之岩洞、川津來宮神社、函南之回應石），還有大室山。 六名馬友最終於熱海市重聚，一同觀賞海上花火大會。 |
| 2      | 11月21日 | 「5+1」－起              | 節目吉祥物「馬神」將6名主持分為兩組，其中5人根據「馬神發辦」遊歷靜岡縣伊豆半島精選景點，另外1人須踏上隨機的「不可控之旅」。經抽籤，Sica成為「不可控之旅」的參與者，獨自前往群馬縣高崎市、青森縣驫木站、靜岡縣熱海市，然後在伊豆動物王國與馬友會合。雖然Sica再度抽籤被選中「不可控之旅」，但Alice自願代替Sica，獨自前往京都府京都市，最終與馬友會合。 另一邊箱，「馬神發辦」為5人選定的景點包括伊豆七不思議（獨鈷之湯、大瀨明神之神池、堂島之動搖橋、手石的佛之岩洞、川津來宮神社、函南之回應石），還有大室山。 六名馬友最終於熱海市重聚，一同觀賞海上花火大會。 |
| 3      | 11月22日 | 「5+1」－承              | 節目吉祥物「馬神」將6名主持分為兩組，其中5人根據「馬神發辦」遊歷靜岡縣伊豆半島精選景點，另外1人須踏上隨機的「不可控之旅」。經抽籤，Sica成為「不可控之旅」的參與者，獨自前往群馬縣高崎市、青森縣驫木站、靜岡縣熱海市，然後在伊豆動物王國與馬友會合。雖然Sica再度抽籤被選中「不可控之旅」，但Alice自願代替Sica，獨自前往京都府京都市，最終與馬友會合。 另一邊箱，「馬神發辦」為5人選定的景點包括伊豆七不思議（獨鈷之湯、大瀨明神之神池、堂島之動搖橋、手石的佛之岩洞、川津來宮神社、函南之回應石），還有大室山。 六名馬友最終於熱海市重聚，一同觀賞海上花火大會。 |
| 4      | 11月23日 | 「5+1」－轉              | 節目吉祥物「馬神」將6名主持分為兩組，其中5人根據「馬神發辦」遊歷靜岡縣伊豆半島精選景點，另外1人須踏上隨機的「不可控之旅」。經抽籤，Sica成為「不可控之旅」的參與者，獨自前往群馬縣高崎市、青森縣驫木站、靜岡縣熱海市，然後在伊豆動物王國與馬友會合。雖然Sica再度抽籤被選中「不可控之旅」，但Alice自願代替Sica，獨自前往京都府京都市，最終與馬友會合。 另一邊箱，「馬神發辦」為5人選定的景點包括伊豆七不思議（獨鈷之湯、大瀨明神之神池、堂島之動搖橋、手石的佛之岩洞、川津來宮神社、函南之回應石），還有大室山。 六名馬友最終於熱海市重聚，一同觀賞海上花火大會。 |
| 5      | 11月24日 | 「5+1」－合              | 節目吉祥物「馬神」將6名主持分為兩組，其中5人根據「馬神發辦」遊歷靜岡縣伊豆半島精選景點，另外1人須踏上隨機的「不可控之旅」。經抽籤，Sica成為「不可控之旅」的參與者，獨自前往群馬縣高崎市、青森縣驫木站、靜岡縣熱海市，然後在伊豆動物王國與馬友會合。雖然Sica再度抽籤被選中「不可控之旅」，但Alice自願代替Sica，獨自前往京都府京都市，最終與馬友會合。 另一邊箱，「馬神發辦」為5人選定的景點包括伊豆七不思議（獨鈷之湯、大瀨明神之神池、堂島之動搖橋、手石的佛之岩洞、川津來宮神社、函南之回應石），還有大室山。 六名馬友最終於熱海市重聚，一同觀賞海上花火大會。 |
| 6      | 11月27日 | 究極博士の硬Tag博士      | |
| 7      | 11月28日 | 究極博士のDr. 老是常出現 | |
| 8      | 11月29日 | 究極博士の朋友博士       | |
| 9      | 11月30日 | 究極博士の黃博士         | |
| 10     | 12月1日  | 究極博士の贏贏博士       | |
| 11     | 12月4日  | 認識對方的新一面         | |
| 12     | 12月5日  | 六人的虛度假期           | |
| 13     | 12月6日  | 工作以外的磨合           | |
| 14     | 12月7日  | 意想不到的關係           | |
| 15     | 12月8日  | 離開舒適圈               | |

## 外部連結
- ViuTV：馬友旅遊部（節目重溫） （页面存档备份，存于）

## 電視節目的變遷
| 香港 ViuTV 星期一至五 23:00－23:30          | 香港 ViuTV 星期一至五 23:00－23:30           | 香港 ViuTV 星期一至五 23:00－23:30 |
| ------------------------------------------- | -------------------------------------------- | ---------------------------------- |
|                                             | 馬友旅遊部 （2023年11月20日－2023年12月8日） |                                    |
| 35+ LOVE （2023年10月30日－2023年11月17日） | 貓之旅神 (2023年12月11日－2023年12月29日)    |                                    |